# Minoiskalec
Minoiskalec je vrsta vojaškega plovila, ki ga uvrščamo med plovila za protiminsko bojevanje.

## Delovanje
Minoiskalci delujejo pasivno, saj s pomočjo lastnih podvodnih ultrazvočnih lokatorjev (sonar,...) iščejo in odkrijejo odmev podvodnih min. Ko so le-te odkrite, minoiskalec spusti v vodo daljinsko vodena podvodna plovila brez posadke, ki nato uničijo podvodne mine.